# Realeza (ort)
Realeza är en ort i Brasilien.   Den ligger i kommunen Realeza och delstaten Paraná, i den södra delen av landet, 1 300 km sydväst om huvudstaden Brasília. Realeza ligger 462 meter över havet och antalet invånare är 10 389.
Terrängen runt Realeza är platt åt nordost, men åt sydväst är den kuperad. Närmaste större samhälle är Ampére, 17,3 km söder om Realeza.
Trakten runt Realeza består till största delen av jordbruksmark. Runt Realeza är det ganska tätbefolkat, med 70 invånare per kvadratkilometer.